# Alastair Biggar
Pour les articles homonymes, voir Biggar.
Pas d'image ? Cliquez ici

a Compétitions nationales et continentales officielles uniquement.

b Matchs officiels uniquement.
Dernière mise à jour le 16 octobre 2013.
Alastair Biggar, né le 4 août 1946 à Édimbourg, et mort le 6 février 2016, est un joueur écossais de rugby à XV qui a joué avec l'équipe d'Écosse évoluant au poste d'ailier.

## Biographie
Alastair Biggar évolue en club avec les London Scottish. Il obtient sa première cape internationale le 6 décembre 1969 contre l'équipe d'Afrique du Sud, et il dispute son dernier test match le 5 février 1972 contre l'équipe du pays de Galles.

## Statistiques en équipe nationale
- 12 sélections avec l'équipe d'Écosse
- 3 points (1 essai)
- Sélections par années : 1 en 1969, 4 en 1970, 5 en 1971, 2 en 1972
- Tournois des Cinq Nations disputés : 1970, 1971, 1972